# Stephen Brun
Stephen Brun (Parigi, 4 luglio 1980) è un ex cestista francese.

## Palmarès
- Campionato francese: 2

Nancy: 2010-11
Nanterre: 2012-13